# 1844 aux États-Unis
Pour des articles plus généraux, voir Chronologie des États-Unis et 1844.
Chronologie des États-Unis
- 1840
- 1841
- 1842
- 1843
- 1844
- 1845
- 1846
- 1847
- 1848

Cette page concerne des événements d'actualité qui se sont produits durant l'année 1844 du calendrier grégorien aux États-Unis.

## Gouvernement
- Président : John Tyler (Whig)
- Vice-président : vacant
- Secrétaire d'État : Abel P. Upshur jusqu'au 28 février, puis Secrétaire d'État intérimaire : John Nelson à partir du 29 février jusqu'au 31 mars, puis Secrétaire d'État : John Caldwell Calhoun à partir du 1er avril
- Chambre des représentants - Président : John Winston Jones Démocrate

## Événements
- 15 janvier : l'Université Notre-Dame reçoit une charte d'université officiel de l'Assemblée générale de l'Indiana.
- 13 avril : Edgar Allan Poe publie un canular dans le New York Sun : l’océan Atlantique aurait été traversé en 3 jours par un paquebot.
- 3-8 mai : affrontements violents à Kensington, dans la banlieue de Philadelphie, entre les tisserands irlandais catholiques et les ouvriers qualifiés protestants du parti « nativiste » des Know Nothing.
- 24 mai : l'inventeur américain Samuel Morse établit la première liaison télégraphique américaine entre Washington et Baltimore[1]. Le Congrès a débloqué 30 000 dollars pour le construire.

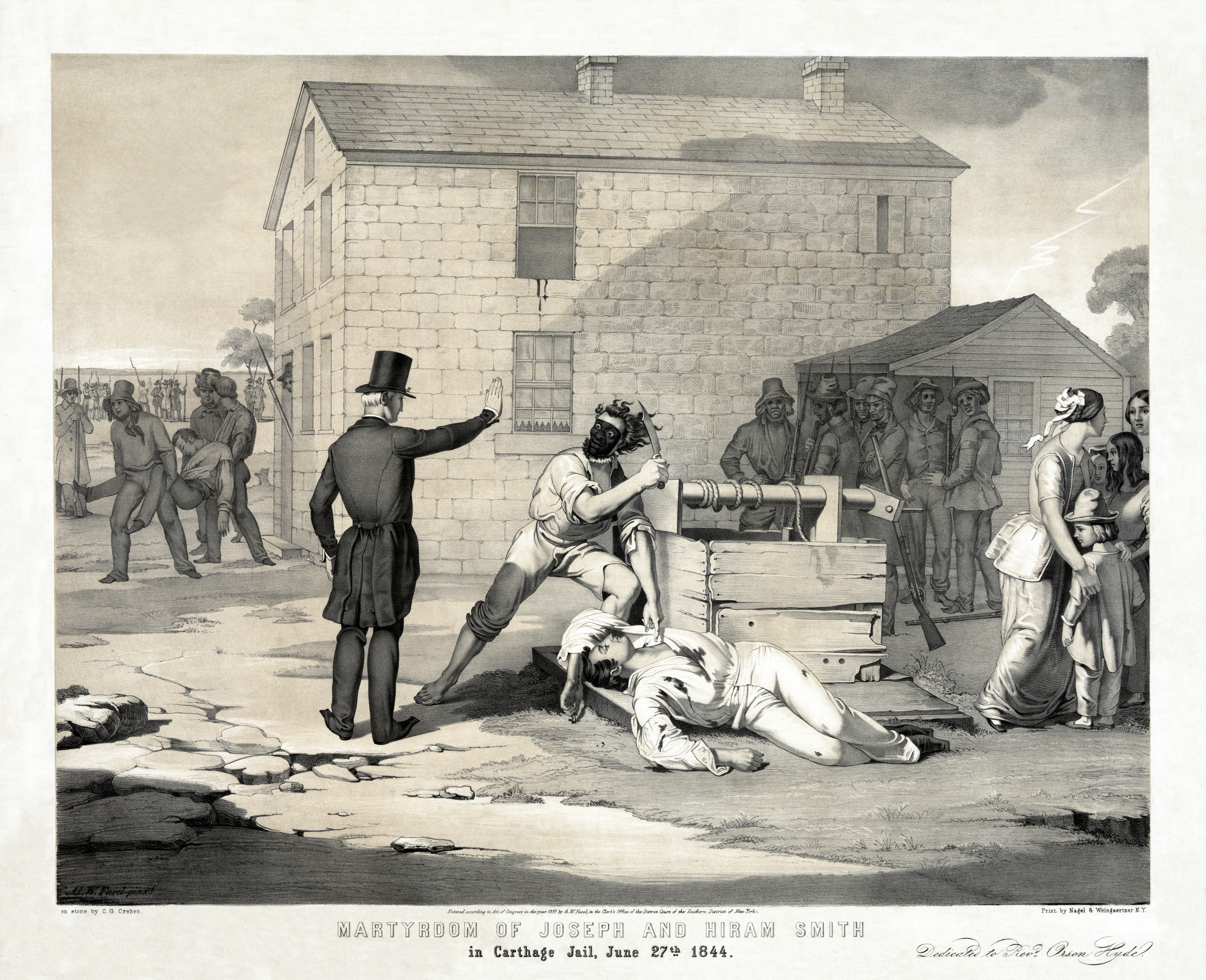
27 juin : martyre de Joseph Smith, gravure de 1851

- 15 juin : Charles Goodyear fait breveter la vulcanisation du caoutchouc.
- 2 juin : la Fraternité Delta Kappa Epsilon est fondée à Université Yale.
- 27 juin : Joseph Smith, premier président de l'Église de Jésus-Christ des saints des derniers jours (dont les membres sont couramment appelés mormons) et candidat à la présidence des États-Unis est lynché à mort par une foule en Illinois.

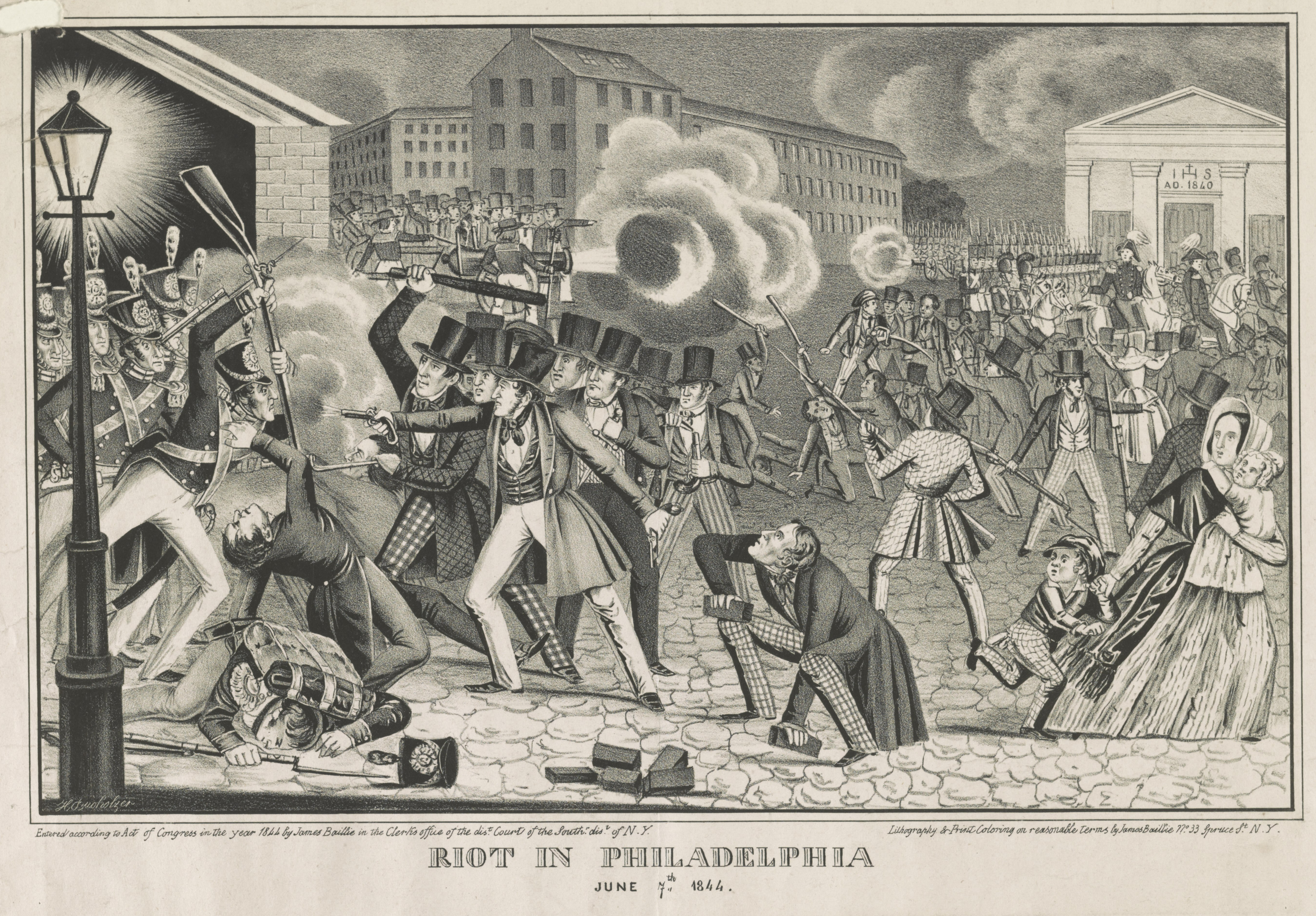
7 juillet : émeutes de Philadelphie

- 3 juillet, Traité de Wanghia : les États-Unis signent leur premier traité d'accord diplomatique avec la Chine.
- 6-7 juillet : nouvelles émeutes nativistes à Philadelphie.
- 8 août : les Douze Apôtres sont désignés pour diriger l’Église de Jésus-Christ des saints des derniers jours.
- 24-25 septembre : premier match international de cricket. Il oppose à New York le Canada et les É.-U..
- 22 octobre : Grande déception. 1844 était la date prévue par William Miller pour la seconde venue de Jésus-Christ.
- Décembre : Sécession au sein de l’Église baptiste aux États-Unis. Pour avoir déclaré que la possession d’esclave est incompatible avec la qualité de missionnaire, les missions étrangères baptistes scissionnent après la décision des baptistes du sud de fonder leur propre association en Alabama.
- 4 décembre : Élection présidentielle américaine de 1844 : Le démocrate James Knox Polk obtient un mandat de président des États-Unis contre son adversaire Whig Henry Clay.

James Knox Polk, partisan de l’expansion territoriale, est élu par 170 voix contre 105 à son adversaire.
- Au moment où le Congrès des États-Unis débat de l’annexion du Texas, le président Santa Anna fait fermer tous les ports du Nouveau-Mexique au trafic commercial.
- Fondation de l'Université de l'État de New York à Albany.
- Fondation de la Pabst Brewing Company une entreprise spécialisée dans la fabrication de bière aux États-Unis.

## Naissances
- 22 mai : Mary Cassatt, (née à Allegheny City (qui fait actuellement partie de Pittsburgh) en Pennsylvanie et morte le 14 juin 1926 au Mesnil-Théribus (France), est une artiste peintre.
- 3 juin : Garret Hobart († 1899) fut le 24e vice-président des États-Unis à partir de 1897.
- 3 juillet : Dankmar Adler († 16 avril 1900)
- 25 juillet : Thomas Eakins, né à Philadelphie et décédé le 25 juin 1916, est un peintre américain.
- 22 août : George Washington De Long († 31 octobre 1881) est un officier de marine américain de l'US Navy et explorateur de l'Arctique. Né à New-York de parents d'origine française.
- 11 octobre : Henry John Heinz, inventeur Américain († 14 mai 1919).
- date inconnue : Buffalo Calf Road Woman, guerrière cheyenne († 1878).

## Décès
- 27 février : Nicholas Biddle (né à Philadelphie – † 27 février 1844 à Philadelphie) était un juriste et financier américain qui fut président de la Second Bank of the United States.
- 15 avril : Charles Bulfinch (° 8 août 1763)
- 26 juin : John Conrad Otto, médecin américain (° 13 mars 1774).
- 27 juin : Joseph Smith, premier président de l'Église de Jésus-Christ des saints des derniers jours (° 23 décembre 1805).

#### Articles généraux
- Histoire des États-Unis de 1776 à 1865
- Évolution territoriale des États-Unis

#### Articles sur l'année 1844 aux États-Unis
- Élection présidentielle américaine de 1844
- Traité de Wanghia